# هواوی یو۸۸۰۰
هواوی یو ۸۸۰۰ (به انگلیسی: Huawei U8800) این گوشی تلفن همراه در سال ۲۰۱۱ وارد بازار شد. و از محصولات شرکت هواوی می‌باشد .

## درباره
هواوی u8800 از سری گوشی‌های تلفن همراه هواوی تک سیم کارته میباشد که از صفحه ۳٬۵ اینچی بهره می برد. این تلفن همراه تنها از دوربین اصلی ۵ مگا پیکسلی برخوردار است و دوربین ثانویه ندارد.
و شبکه‌های GSM و HDDPA را حمایت می‌کند.
سیستم عامل این گوشی تلفن همراه از نوع اندروید OS, v۲.۳ می‌باشد .

## یادکردها
1. ↑  «مشخصات گوشی Huawei U8800 Pro | مشخصات موبایل | بررسی تخصصی موبایل | اخبار موبایل». دریافت‌شده در ۲۰۱۷-۰۱-۳۱.
2. ↑  www.kimia.company. «مشخصات و قیمت روز خرید و فروش گوشی موبایل هواوی یو 8800 پرو - 2 گیگابایت Mobile Huawei U8800 Pro - 2GB | 16046 | کیمیا آنلاین | Kimia Online». دریافت‌شده در ۲۰۱۷-۰۱-۳۱.[پیوند مرده]